# Shiki Tohno
Shiki Tohno (遠野 志貴, Tōno Shiki) es el protagonista de Tsukihime. Su voz en la serie anime es hecha por Suzumura Kenichi, mientras que su voz en Melty Blood y Carnival Phantasm es hecha por Kenji Nojima.

## Historia

### Características y suceso del accidente
Es el protagonista principal, exteriormente parece una persona normal, es un estudiante de segundo año de secundaria con una complexión algo escuálida. Shiki posee los "ojos místicos de percepción de la muerte" que le permiten ver la "muerte" (o la destrucción de la existencia misma de las cosas) en forma de líneas o puntos sobre los objetos o sobre cualquier criatura que exista. Él también posee un cuchillo llamado Nanatsu-yoru que está diseñado para combatir a los demonios y fue la única herencia que obtuvo de su padre (asesinado por Tohno Makihisa). Inicialmente el vive con los Arima, que son una rama familiar de los Tohno, con los que vive desde su accidente 8 años atrás, él no recuerda lo que pasó en aquel momento y lo engañan diciéndole que lo que sucedió fue un accidente de tránsito. Aquel accidente lo llevó a síntomas de anemia y le dejó una cicatriz en el pecho. Debido a estos síntomas, sufre colapsos frecuentes y desmayos. Aparte de los problemas físicos, después de ese accidente fue que obtuvo aquellos ojos con los que puede ver líneas en todas partes.

### Tras el accidente
Días después de su estancia en el hospital, salió corriendo y se reunió Aozaki Aoko. Aoko lo consoló durante los próximos días. Shiki estaba ansioso por impresionar a Aoko, por lo que le mostró la capacidad de sus ojos para destruir un árbol. Aoko, al mirar lo que hizo lo reprendió, lo abofeteó y le explicó que lo que había hecho era injusto. Aoko más tarde le regala unos lentes mágicos para que Shiki no pudiera ver aquellas líneas mientras los use.
A pesar de su condición física, Shiki tiene una visión alegre de la vida. Más que la mayoría de sus compañeros, porque entiende que la vida es realmente frágil.
Al comienzo del juego, Shiki regresa a la mansión Tohno, después de ocho años de ausencia debido a la muerte de Makihisa Tohno, su padre. Sin embargo, Shiki no es en realidad un verdadero miembro de la familia Tohno, ni es hermano biológico Akiha, o hijo de Makihisa. Mientras que la familia Tohno es una familia con sangre de demonio, el verdadero apellido de Shiki es Nanaya, y él es el hijo mayor del clan Nanaya (七夜), una familia de poderosos que matan demonios asesinos.
El clan Nanaya vivió en una mansión aislada en las montañas, pero una noche fue destruida por los Tohno y los Kishima (otra rama mitad-demonio de la familia Tohno). Shiki fue el único sobreviviente de ese ataque. En un momento de ironía divertida, Makihisa salvó y adoptó al niño porque su nombre era similar al nombre del hijo mayor de Makihisa, Shiki (四季, Shiki).
Una vez con los Tohno, por un tiempo no quería salir de su habitación pero comenzó a salir porque una niña pelirroja llamada Hisui le pedía todos los días que jugara con ella. Un día, mientras Shiki jugaba con sus hermanos, SHIKI (hijo de Makihisa) activó el poder de su sangre de demonio sin previo aviso y atacó a Akiha, Shiki se usó a sí mismo como escudo para salvarla, siendo herido en el pecho, dejándole la cicatriz que lleva hasta la actualidad. Makihisa llegó al lugar de inmediato y, sin pensarlo dos veces, "mató" a su propio hijo. Sin embargo, ni Shiki ni SHIKI (hijo de Makihisa) murieron ese día. Aunque Shiki no lo sabía entonces, su hermana Akiha le dio la mitad de su propia fuerza vital, manteniéndose de esta forma con vida. A su vez, SHIKI (hijo de Makihisa) instintivamente robó la mitad de la fuerza vital de Shiki para evitar su propia muerte.
Cuando Makihisa se dio cuenta de este esto, como jefe de una familia importante y que no podía mostrarse en público con un miembro con un gran poder demoniaco, decidió encerar a SHIKI (hijo de Makihisa) lejos y engañó a Shiki para que creyera que era un verdadero miembro familia Tohno, borrando los detalles de ese día de la mente del niño. Después de instalar a Shiki en el lugar de SHIKI (hijo de Makihisa) como hijo mayor, Makihisa lo envió a vivir con la familia Arima, con el pretexto de que el chico podía morir en cualquier momento por su condición anémica, viviendo con ellos 8 años.

## Perfil

### Personalidad
Shiki es un estudiante de secundaria bastante normal la mayor parte del tiempo. Debido a sus experiencias pasadas, no está demasiado preocupado por la muerte, y en su lugar trata de apreciar cada momento de su vida.
Él es juguetón con su hermana Akiha, y con las criadas Hisui y Kohaku; aunque a veces es tonto, y en ocasiones no soporta las burlas su mejor amigo y compañero de clase Arihiko, o las bromas de Ciel. Él es perfectamente capaz de ser serio en una situación grave, y con la misma frecuencia se pone nervioso o incómodo cuando algo así pasa. También tiene un sueño muy, muy pesado, a tal punto que Hisui no es capaz de despertarlo. Él tiene un lado oscuro, que es de su linajel Nanaya. Los instintos y las habilidades que había aprendido a una edad temprana están enterrados en lo profundo de su mente y han demostrado ser capaces de manifestarse en situaciones extremas, como en su batalla contra Nrvnqsr Chaos.
Aunque no es más que una personalidad alternativa, la parte Nanaya de Shiki es un asesino altamente entrenado, y por lo tanto es mucho más frío y sucumbe varias veces en el deseo de matar. Este aspecto de su personalidad parece haber desaparecido en su mayoría después de los eventos de Tsukihime.
A pesar de la ausencia de esta característica en los relatos posteriores, sin embargo, un remanente de su personalidad Nanaya parece seguir existiendo en su personalidad habitual, sobre todo cuando se enfrenta a quienes considera sus enemigos. Sin embargo, nunca ha sucumbido alguna vez a su personalidad Nanaya, conservando su propio sentido de su ser y la voluntad, para derrotar a sus oponentes en sus propios términos.

### Habilidades
El arma principal de Shiki es su cuchillo llamado Nanatsu-Yoru "(七夜, Séptima noche)". La forma de su cuchillo ha cambiado a lo largo de la saga. Normalmente, el Nanatsu-Yoru es un tantou, tal como se puede ver en el manga y los juegos de Melty Blood. Aunque en el anime Tsukihime y la novela visual original es más bien una navaja corta con empuñadura decorada.
Aunque externamente parece ser un estudiante de secundaria en particular frágil, esto no puede estar más lejos de la verdad. Shiki posee una excelente capacidad física, capaz de realizar hazañas comparables a por lo menos a la de un atleta de nivel olímpico, esto gracias a su herencia, que es capaz de dos habilidades únicas desarrolladas por el Nanaya:
- Funda Flash (闪 鞘, Sensa): La capacidad de atacar extraordinariamente rápido.
- Flash Run (闪 走, Sensou): la capacidad de "teletransportarse", o mejor dicho, moverse tan rápido que se pierde de vista en un instante.

Sin embargo, su habilidad más fuerte es su capacidad de ver la "muerte" con los "ojos místicos de percepción de la muerte". Con estos ojos místicos, Shiki es capaz de ver la destrucción final predestinada de un objeto o entidad expresa como grietas o puntos sobre el mismo. Debido a su natualeza, esta habilidad pasa por alto las defensas de la víctima (armaduras, protección mágica, regeneración, ect), que se vuelven inútiles en ese caso. Mientras que una línea simboliza el "daño" a lo largo de esa parte del cuerpo, un punto simboliza un órgano vital. Cuando un punto se perfora, la existencia del objeto o ser es destruida.
Sin embargo, los ojos místicos de la percepción de la muerte no son infalibles. La mente humana no tenía la capacidad de percibir la muerte de tal manera, y su uso es muy exigente para el cerebro humano, causando dolores de cabeza. Además, hay varios niveles de percepción, en principio, Shiki solo podía ver las líneas en las personas y objetos, y luego avanzó hasta ver los puntos sobre los seres vivos, luego en objetos inanimados. Cada paso lleva a la mente más lejos de la percepción natural, y cada paso es más perjudicial para el cerebro; finalmente, el estrés conduce los vasos sanguíneos del cerebro al punto de estallar y provocar la muerte del usuario.

## Otras versiones de Shiki

### Kagetsu Tohya
En Kagetsu Tohya, se presenta una versión de Shiki que nunca ha experimentado la muerte o aprendido el valor de la vida. Este Shiki, a diferencia de la real, reconoce el mundo a su alrededor al ser solo un sueño.

### Melty Blood
En Melty Blood existe una versión hipotética de Shiki llamado Shiki Nanaya, que cuenta con todas las habilidades del Shiki normal, incluyendo los ojos místicos. A diferencia de la versión Kagetsu Tohya, Shiki Nanaya es un personaje totalmente separado de Shiki Tohno, cuyo origen cambia en cada juego. En el primer juego, es un reflejo provocado por la Noche de Wallachia, siendo una versión hipotética de cómo sería Shiki si hubiese sido criado por los Nanaya. En Melty Blood (Re-Act) es un reflejo creado por White Len utilizando al propio Shiki.

## Promoción y recepción
- IGN elogió a su complejidad como un personaje, afirmando que "Tohno ciertamente no es el típico estudiante manga. Es una mezcla absoluta del bien y del mal, y es difícil decir de qué lado quieres ver prevalecer".
- Animefringe observó el desarrollo de Shiki a través de la serie anime, indicando que "el desarrollo del carácter de Shiki debe ser comentado, es realmente refrescante ver a un personaje de anime crecer tan profundamente a través de doce episodios".